# Ноле (провінція Турин)
Ноле (італ. Nole, п'єм. Nòle) — муніципалітет в Італії, у регіоні П'ємонт,  метрополійне місто Турин.
Ноле розташоване на відстані близько 550 км на північний захід від Рима, 23 км на північний захід від Турина.
Населення — 6964 особи (2014).
Щорічний фестиваль відбувається 22 січня. Покровитель — San Vincenzo Martire.

## Демографія
Населення за роками:

Станом на 1 січня 2023 року в муніципалітеті офіційно проживало 375 іноземців з 27 країн, серед них 236 громадян країн Євросоюзу та 9 громадян України.

## Сусідні муніципалітети
- Чиріє
- Коріо
- Ф'яно
- Гроссо
- Робассомеро
- Рокка-Канавезе
- Сан-Карло-Канавезе
- Вілланова-Канавезе